# جیم بریجر
جیم بریجر مرز نشین، مکتشف جغرافیایی، شکارچی، تله انداز، پیشاهنگ و راهنمای قرن ۱۹ ایالات متحده آمریکا بود.